# Professor Oak
Professor Samuel Oak (Japans: Dr. Ōkido-Hakase) is een personage uit de Pokémon-anime. Van 1999 tot en met 2007 was zijn Nederlandse stemacteur Jon van Eerd. Vanaf 2007 tot 2009 werd zijn stem vertolkt door Tony Neef en vanaf 2009 tot heden wordt zijn Nederlandse stem vertolkt door Florus van Rooijen.
Professor Oak is een Pokémon-onderzoeker die ooit een competitieve trainer is geweest en wordt algemeen beschouwd als de beste op zijn vakgebied. Zijn rol in de Pokémon-games en -anime is die van een mentor voor jonge Pokémon-trainers. Onder andere staat de uitvinding van de Pokédex op zijn naam. Hij geeft ook Bulbasaur, Charmander of Squirtle uit handen aan beginnende trainers (afhankelijk van welke Pokémon de trainer kiest) om hun avontuur te beginnen in de Kanto-regio. Hoewel hij deskundig is op elk terrein aangaande Pokémon, is professor Oak gespecialiseerd in Pokémon-gedragswetenschap. Hij verschijnt in Pokémon 4Ever als een kind dat in de toekomst getrokken wordt door Celebi. In deze film kan men zien hoe hij een goede vriend van Ash Ketchum wordt. Daarnaast is het duidelijk na Pokémon 3: In de greep van Unown dat hij Delia Ketchum, de moeder van Ash Ketchum, als kind kende. Hij schrijft ook gedichten over Pokémon en is bekend als de rijmende professor. Ook is hij degene van wie Ash zijn Pikachu heeft gekregen, en hij gaf ook zijn kleinzoon Gary Oak zijn eerste Pokémon.
Professor Oak is vernoemd naar de eik in de Engelse versie van het spel, terwijl hij is vernoemd naar de orchidee in de originele Japanse versie.